# Conrad Albrecht
Conrad Albrecht (7 de octubre de 1880 en Bremen - 18 de agosto de 1969 en Hamburgo) fue un almirante alemán durante la II Guerra Mundial.

## Primeros años
Albrecht ingresó en la Kaiserliche Marine (Armada Imperial Alemana) el 10 de abril de 1899 como cadete. Hizo su instrucción básica en el SMS Stosch. En marzo de 1909 fue promovido teniente capitán (Kapitänleutnant). Con el estallido de la I Guerra Mundial se convirtió en comandante de una flotilla de torpederos en Flandes. En octubre de 1916 fue elevado a capitán de corbeta (Korvettenkapitän). En enero de 1917 se convirtió en comandante de la flotilla de destructores (Zerstörer-Flotille) de Flandes, permaneciendo en el cargo hasta el 31 de octubre de 1918.

## Después de la I Guerra Mundial
Albrecht sirvió en el personal de la Marinestation der Ostsee (Estación Marina del Mar Báltico) hasta el 12 de marzo de 1920. Después hasta septiembre de 1920 asumió el mando de la I Flotilla de Minadores del Mar Báltico y después, hasta el 27 de marzo de 1923, de la I Flotilla. Fue promovido a capitán de fragata (Fregattenkapitän) el 28 de marzo de 1923 y se convirtió en comandante del Arsenal Naval de Kiel. El 1 de mayo de 1925 fue promovido a capitán de navío (Kapitän zur See) y fue asignado a la Estación Marina del Mar Báltico como jefe de Estado Mayor. En diciembre de 1928 se convirtió en comandante del Personal de la Oficina de Administración Marina (Marineoffizierspersonalabteilung) del Cuartel General de la Marina. Fue elevado a contraalmirante (Konteradmiral) el 1 de abril de 1930 y el 29 de septiembre Albrecht fue nombrado comandante de la Fuerza Naval de Reconocimiento.
El 1 de octubre de 1932 fue promovido a vicealmirante (Vizeadmiral) y nombrado oficial comandante de la Estación Marina del mar Báltico. Estuvo en el puesto hasta el 4 de julio de 1935; el 1 de diciembre de 1935 Albrecht pasó a ser Almirante y se convirtió en comandante de la región del mar Báltico. En 1939 fue promovido a General almirante; uno de los doce existentes. Lideró las operaciones de la Kriegsmarine durante las invasión de Polonia. Se retiró el 31 de diciembre de 1939.

## Condecoraciones
- Orden de San Olaf, Cruz de Caballero de Primera Clase[2]
- Orden del Redentor, Caballero de la Cruz Dorada[2]
- Orden de la Corona de Italia, Clase de Oficial[2]
- Orden del Águila Roja, 4.ª Clase[3]
- Cruz de Hierro (1914), 2.ª y 1.ª Clase[3]
- Orden de Hohenzollern, Cruz de Caballero con Espadas[3]
- Cruz al Servicio prusiano[3]
- Cruz de Federico Augusto, 2.ª y 1.ª Clase[3]
- Cruz Hanseática de Bremen[3]